# Padjelantaleden

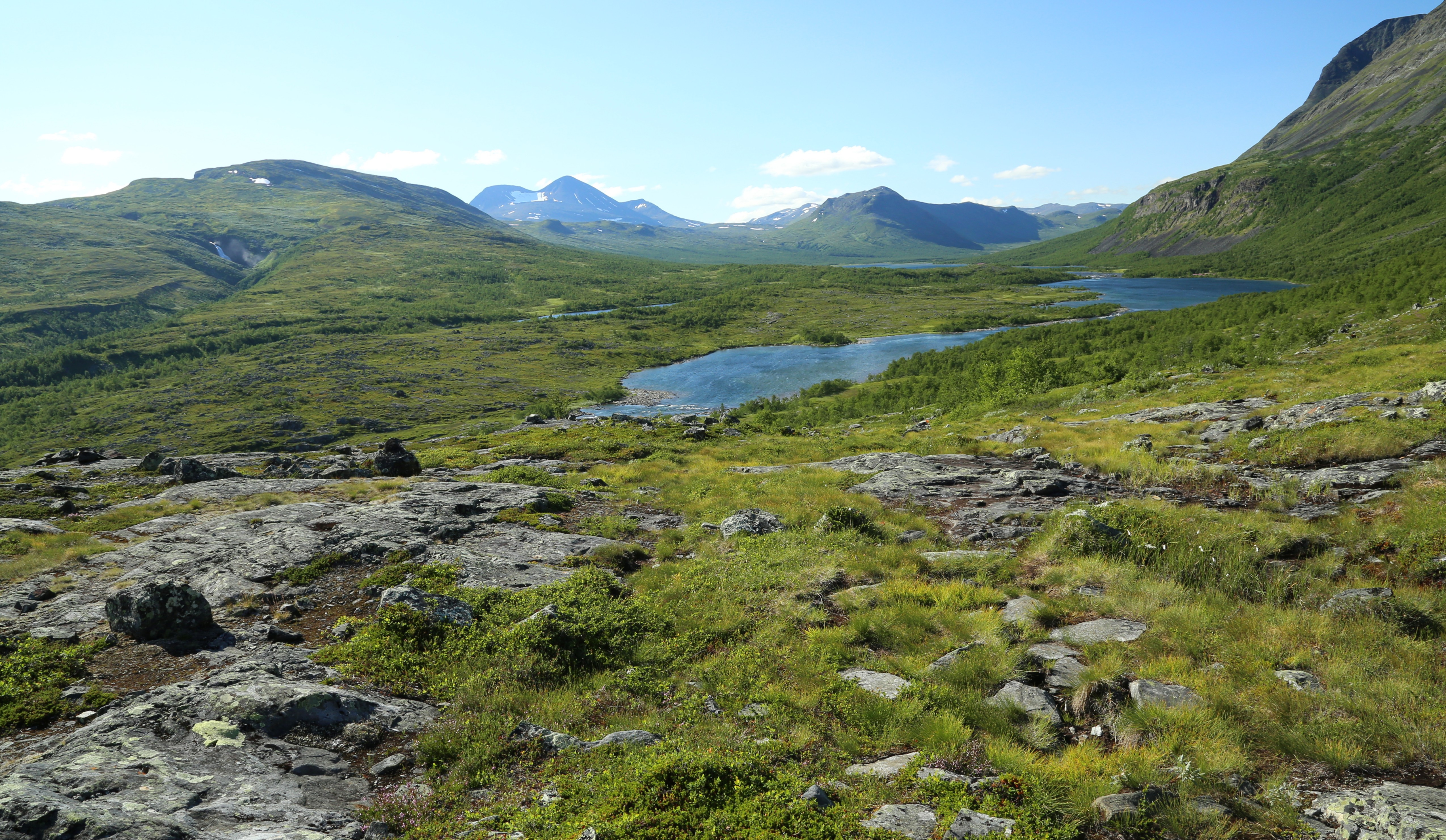
Typische Fjäll-Landschaft auf dem Padjelantaleden mit Blick auf Tarrajaure

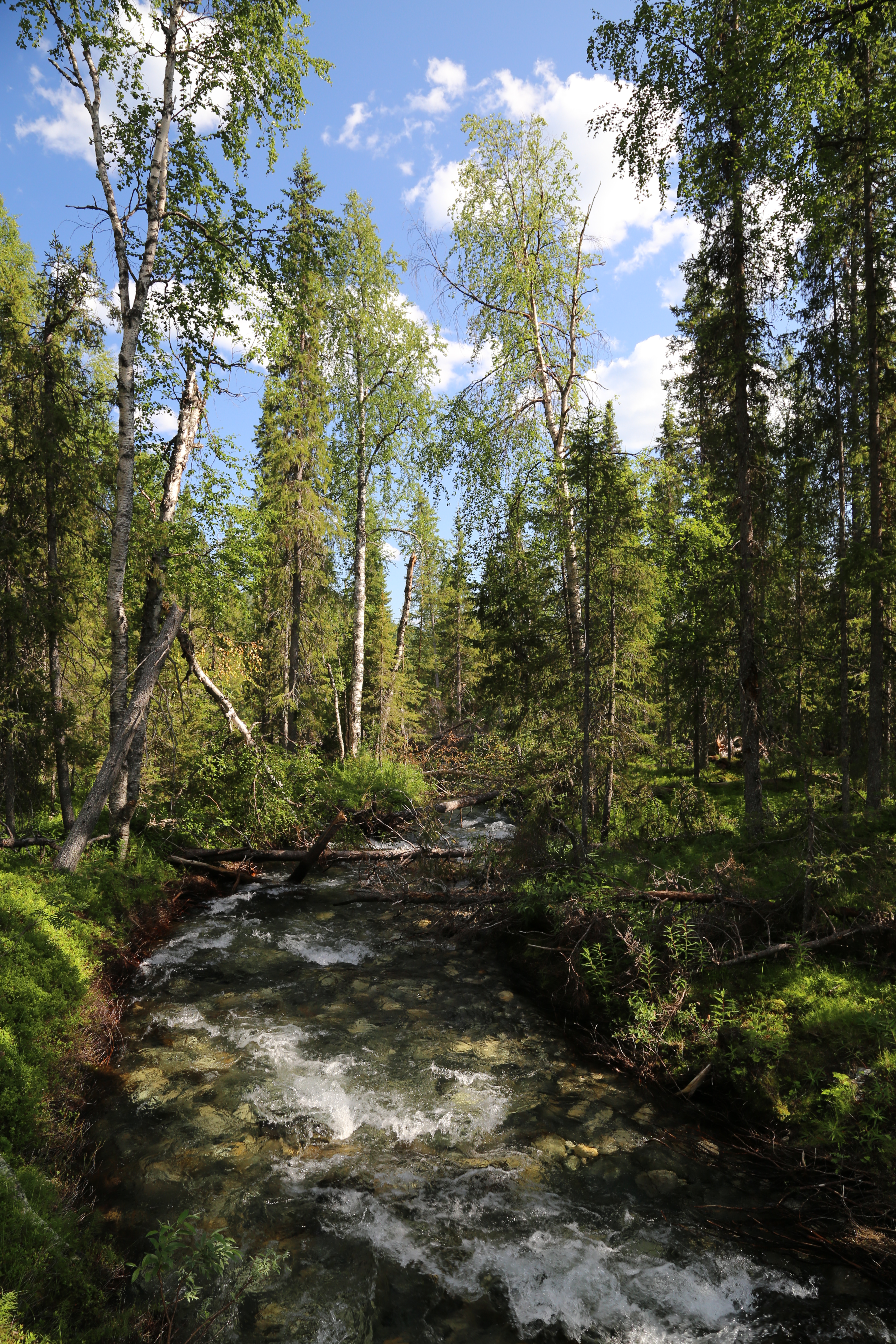
Ab Kvikkjokk verlaufen die ersten Tagesetappen durch den Wald

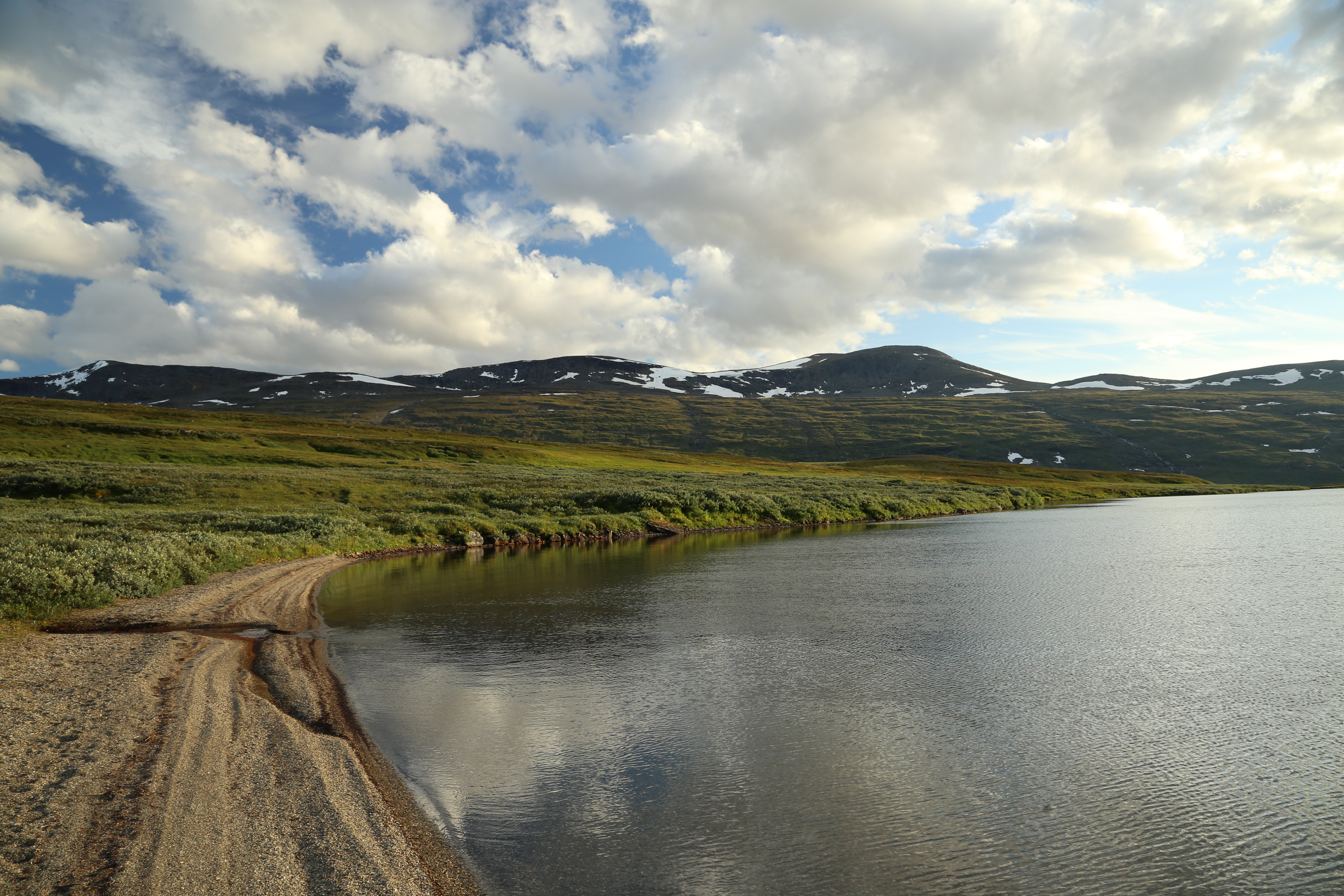
Auf dem Weg gibt es zahlreiche kleine und große Seen

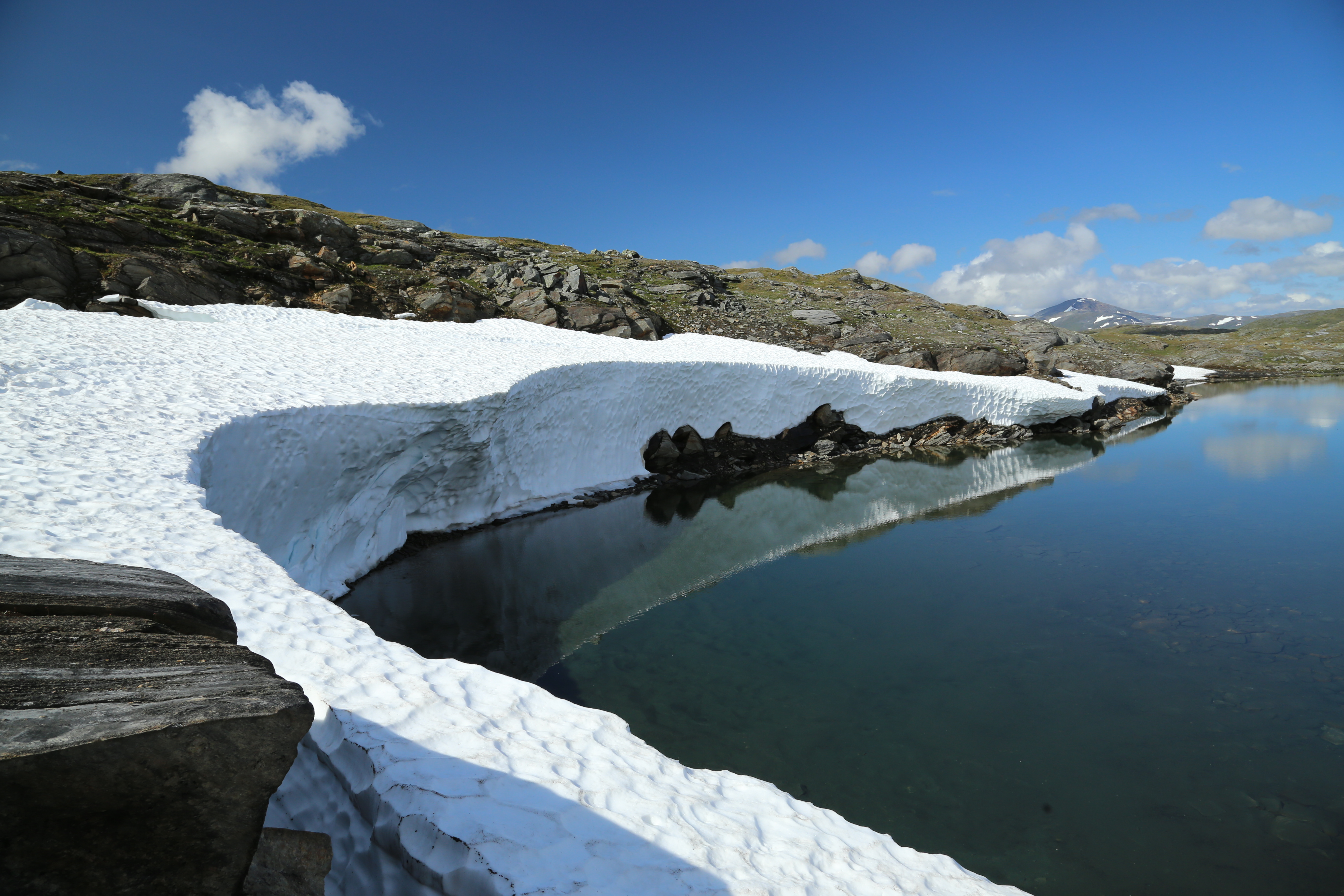
Selbst im Hochsommer gibt es noch Schneereste.

Der Padjelantaleden (Bedeutung Padjelanta = lulesamisch: „Das höhere Land“, Leden = schwedisch: „Pfad“) ist ein 137 Kilometer langer Wanderweg in schwedisch Lappland bzw. Sápmi, dem Land der indigenen Samen, der von Kvikkjokk beginnend durch den Nationalpark Padjelanta (Teil des schwedischen Welterbes Laponia) und einer Ecke des Sarek Nationalparks bis nach Ritsem führt. In Abständen zwischen 6 und 18 km gibt es zahlreiche Hütten und Zeltgelegenheiten. Dennoch führt der Weg größtenteils als Trekkingroute durch menschenleere Wildnis und erfordert entsprechende Ausrüstung und Fertigkeiten.
In Kvikkjokk stößt der Padjelantaleden auf den Kungsleden. In Ritsem besteht Anschluss an den zum Søfjorden in Norwegen führenden Gränsleden. Im Bereich der großen Seen Vasten- und Virijaure deckt sich der Padjelantaleden mit dem Nordkalottleden, der von Kautokeino in Norwegen nach Sulitjelma (ebenfalls Norwegen) führt.
Der Weg ist im Vergleich zu anderen Wegen in Nordskandinavien wenig begangen; er ist mit Brücken über Bäche und hölzernen Bohlenwegen durch die sumpfigen Gebiete sehr gut ausgebaut.
Der Pfad verläuft etwa zur Hälfte über das Fjäll – die Bergtundra oberhalb der Baumgrenze, die in diesen Breitengraden der borealen Klimazone Nordeuropas bei 7–800 Meter liegt – und durch den lichten, niedrigen Fjällbirkenwald, der – im Gegensatz zu den meisten anderen Gebirgswäldern der gemäßigten Zone mit ihrem Krummholzgürtel aus Nadelhölzern – in Fennoskandien die Waldgrenze bildet. Das Fjäll ähnelt einer Heidelandschaft und hat je nach Höhenstufe und Hanglage ein unterschiedliches Gepräge von üppig bis karg. Kurz vor Kvikkjokk führt der Padjelantaleden auch teilweise durch die Taiga. Im Sommerhalbjahr trifft der Wanderer mit großer Wahrscheinlichkeit auf eine der großen Herden halbwilder Rentiere, die den Samen gehören und deren Sommerweiden im Padjelanta liegen. Elche sind hingegen nur selten in der Nähe der großen Wälder zu sehen. Sehr typisch ist das traurig eintönige „Trüüüüt“, das der Goldregenpfeifer ab und zu hören lässt. Häufiger zu sehen sind die auffälligen Falkenraubmöwen und Gruppen von Alpenschneehühnern, die plötzlich auffliegen, wenn sich ihnen ein Mensch nähert. Sie sitzen meist im dichten Lappland-Weidengebüsch. Verschiedene Raubvögel – unter anderem See- und Steinadler – kreisen regelmäßig am Himmel. In manchen Jahren ist auch der Berglemming recht häufig zu beobachten. Große Raubtiere wie Vielfraß, Luchs und Bär sind sehr menschenscheu und praktisch nicht zu sehen; der Wolf – als ungeliebter Konkurrent der Rentierhalter – kommt in ganz Sápmi nur noch als Durchzügler vor. Im Padjelanta-Nationalpark lebt der größte Teil der seltenen Polarfuchs-Population Schwedens (schwed. „Fjällräv“).
Die Startorte Kvikkjokk und Ritsem sind mit dem öffentlichen Bus von Murjek und Gällivare (dort zeitlich passender Anschluss an die Eisenbahn) sowie von Jokkmokk aus gut erreichbar. In Kvikkjokk und Ritsem beginnt bzw. endet der Wanderweg jeweils mit einer Bootspassage (im Sommer mit festem Fahrplan, welcher an den Busfahrplan angepasst ist). Zudem ist ein Einstieg von Sulitjelma in Norwegen möglich.
Neben dem intensiven Erlebnis der Wildnis Lapplands in all ihren Facetten ermöglicht der Padjelantaleden wie kein zweiter die Begegnung mit der indigenen Kultur der Samen: zwei Sommersiedlungen (Staloluokta mit der schönsten Kotenkirche, sowie Arasluokta), verschiedenen bewohnten und verfallenen Torf- und Zeltkoten (die man nicht betreten darf) und ihren großen Rentierherden.

## Teilstücke, Charakteristik
Bis auf die wenigen Fjällstationen bieten die Hütten im Wesentlichen nur einige einfache Schlafplätze und weder Bewirtung noch komfortable Sanitäranlagen. Sie verfügen allerdings über ein Satelliten-Notfall-Telefon (normale Mobiltelefone haben auf langen Strecken keinen Empfang). Obgleich der Weg auf einigen Teilstrecken häufig begangen wird, sodass der Wanderer zumindest ab und zu anderen begegnet, handelt es sich um eine Trekkingroute durch menschenleeren Wildnis, die entsprechende Ausrüstung und allgemeine „Wildnisfähigkeiten“ erfordert.
Der Weg ist durchgängig markiert und heute meist mit Brücken über die Gewässer versehen. Die Wegmarkierungen für den Sommer bestehen zumeist aus Steinmännchen mit einem rot markierten Stein (schwedisch: stenröse, pl. stenrösen) im baumlosen Fjäll und roten Ringen um Baumstämme unterhalb der Baumgrenze. Der vom Verlauf manchmal leicht abweichende Winterwanderweg ist mit roten Kreuzen (Andreaskreuz) an ca. 2 m hohen Stangen markiert und führt teilweise durch im Winter zugefrorene Sumpflandschaften bzw. über Seen. Die Sommer- und Wintermarkierungen sind normalerweise so platziert, dass man von einer beliebigen Markierung die nächste Markierung sehen und darauf zugehen kann. Trotz der guten Markierungen und der regelmäßigen Wartung und Instandsetzung von Brücken und Bohlenwegen sind – vor allem auf den weniger begangenen Teilstücken – Karte und Kompass (nicht nur GPS!) unerlässlich.

## Verlauf, Hütten und Zeltplätze
Die Hütten im Padjelanta-Nationalpark werden seit 2000 von der Sami-Kooperative Badjelandda Ekonomiska Föreningen betreut und die Hütten außerhalb des Parks gehören der Svenska Turistföreningen (STF).
Zelte können in der Regel auf vorbereiteten Plätzen in der Nähe der Hütten (Sicherheitsabstand wegen Feuergefahr beachten!) aufgestellt und zugleich die Einrichtungen der Hütten genutzt werden. Hierfür wird entsprechendes Entgelt fällig.
Empfehlenswerte Zeltplätze abseits der Hütten sind nachfolgend in Klammern dargestellt, die Entfernungen beziehen sich auf die vorausgehende Hütte.
- Ritsem (STF-Fjällstation)
- Anonjalme-Rasthütte ← (10,1 km Boot)
- Akkastugorna (STF) ← 1,5 km
- (Rastplatz ← 7 km)
- (Zeltplätze an den Brücken ← 6 km)
- Kisuris ← 13,4 km
- Vuojat Vindskydd ← 3,9 km
- Låddejåkkå ← 18,2 km
- Arasluokta ← 13 km
- Staloluokta ← 10,1 km
- Duottarstuga ← 17,5 km
- Tarraluopa ← 9,8 km
- Såmmarlappa (STF) ← 14,9 km
- Tarrekaise (STF)← 11,7 km
- Njunjes (STF) ← 6,8 km
- Kvikkjokk (STF-Fjällstation) ← 15,8 km (und 0,4 km Boot)

Einige Kilometer nordöstlich der Duottar-Hütten liegt der schwedische Pol der Unzugänglichkeit, der rund 46 km Luftlinie von der nächsten Straße entfernt ist. 